# Хассельманс, Альфонс
Альфонс Хассельманс (Ассельман, фр. Alphonse Hasselmans; 5 марта 1845, Льеж — 19 мая 1912, Париж) — французский арфист и композитор бельгийского происхождения. Сын дирижёра Жозефа Ассельмана, отец пианистки Маргерит Ассельман и дирижёра Луиса Хассельманса.
Учился в Консерватории Страсбурга. C 1884 году и до самой смерти преподавал в Парижской консерватории. Учениками Хассельманса были все крупнейшие французские арфисты первой половины XX века — в том числе Анриетта Ренье, Марсель Турнье, Лили Ласкин, Марсель Гранжани, Карлос Сальседо, Пьер Жаме, Вениамин Касимов
Для Хассельманса-исполнителя написаны, в частности, Хорал и вариации для арфы с оркестром Шарля Мари Видора, впервые исполненные Хассельмансом в 1900 году.
Среди собственных сочинений Хассельманса преобладают произведения для арфы. Наибольшей известностью пользуется концертный этюд «Ручей» (фр. La Source, op. 44). Хассельмансу принадлежит также ряд транскрипций для арфы.